# Frederikke Aspöck
Frederikke Aspöck, née le 12 août 1974 à Copenhague (Danemark), est une réalisatrice danoise.

## Filmographie
- 2004 : Happy Now (court-métrage)
- 2009 : Får (court-métrage)
- 2011 : Labrador
- 2015 : Rosita[1]
- 2023 : Viften (da)